# Viola cazorlensis
Viola cazorlensis Gand. – gatunek roślin z rodziny fiołkowatych (Violaceae). Występuje endemicznie w południowej Hiszpanii. 

## Morfologia
PokrójBylina przybierająca formę krzewu, dorasta do 5–25 cm wysokości, tworzy kłącza.
LiścieBlaszka liściowa ma równowąsko lancetowaty kształt. Mierzy 5–10 mm długości oraz 1–3 mm szerokości, jest całobrzega, ma sercowatą nasadę i ostry wierzchołek. Ogonek liściowy jest nagi i ma 20 mm długości. Przylistki są strzępiaste.
KwiatyPojedyncze lub zebrane w parach, wyrastają z kątów pędów. Mają działki kielicha o lancetowatym kształcie i dorastające do 4–5 mm długości. Płatki są odwrotnie jajowato eliptyczne i mają czerwonofioletową barwę, dolny płatek posiada nitkowatą ostrogę o długości 17-30 mm.
OwoceTorebki mierzące 5 mm długości, o jajowatym kształcie.

## Biologia i ekologia
Rośnie w terenach skalistych. Występuje na wysokości od 600 do 2100 m n.p.m.